# Josephine Herricková
Josephine Ursula Herricková (1. srpna 1897 – 27. března 1972) byla americká fotografka, humanitární pracovnice, podnikatelka a učitelka. Během druhé světové války propagovala výuku fotografie zraněných válečných veteránů za účelem pomoci jim léčit jejich fyzické a emocionální rány a znovu se zapojit do světa. V návaznosti na tuto práci založila a vedla charitativní projekt Josephine Herrick Project se sídlem v New Yorku, který se stále věnuje výuce fotografie pro veterány, zdravotně postižené a další osoby se zdravotním postižením. Herricková také sloužila během druhé světové války jako fotografka na americkém projektu Manhattan, který vyvinul atomovou bombu. Herricková byla úspěšná komerční fotografka, fotoinstruktorka a vlastnila fotografické studio. Jako výtvarná fotografka získala řadu ocenění a její práce byly publikovány v různých publikacích a vystaveny na mnoho místech.

## Mládí
Narodila se v Clevelandu v Ohiu v roce 1897. Její otec, Frank Herrick, byl absolventem Yaleovy univerzity, prominentní právník v Clevelandu a profesor práva. Její matka Josephine Pomeroy Herricková byla vynálezkyně a držitelka patentů na několik mechanických zařízení. Poté, co absolvovala školu Laurel School, Herricková pracovala jako zdravotní sestra u Mezinárodního červeného kříže v Clevelandu během první světové války. Navštěvovala vysokou školu Bryn Mawr a v roce 1920 absolvovala Western Reserve University.

## Fotografická kariéra

### Mentorství s Clarence Whiteem
Po vysoké škole na počátku dvacátých let Herricková studovala fotografii u Clarence Hudsona Whitea v New Yorku. Clarence Hudson White byl fotograf samouk, který výrazně ovlivnil vývoj fotografie na počátku 20. století jako učitel a mentor. Řada jeho studentů pokračovala v prominentních a vlivných kariérách, včetně Margaret Bourke-Whiteové, Paula Outerbridge, Dorothy Langeové, Stelly F. Simonové, Anny Brigmanové, Laury Gilpinové, Ralpha Steinera, Dorisy Ulmannové, Margarety Watkinsové, Karla Strusse nebo Antona Bruehla.
Herricková vystudovala Clarence White School v roce 1924. Podle Bonnie Yochelsonové, autority na Clarence Whitea:
[Whiteova] pedagogická filosofie byla založena na idejích hnutí Arts and Crafts, které se snažilo přivést krásu do života všech lidí a na progresivních ideálech filosofa Johna Deweye, který povzbuzoval každého studenta, aby si našel svou vlastní cestu. V tomto smyslu představuje kariéra Josephiny Herrickové charakteristický výsledek Whiteovy výuky. Stejně jako White zjistila, že touží po fotografii, aby zlepšila životy druhých.

Od roku 1924 až do konce třicátých let Herricková předkládala fotografie na květnovou výstavu v Cleveland Museum of Art, což byla každoroční výstava prací umělců severovýchodního Ohia pod dohledem odborné poroty. Vyhrála několik cen, včetně první ceny v roce 1927 za její fotografii dítěte s názvem Yes.

### Studio v New Yorku
V roce 1928 se Herricková spojila s princeznou Anitou de Braganza a společně otevřely fotografické studio v New Yorku, specializující se na portréty, krajiny a interiéry. Výstava jejich portrétů se uskutečnila v roce 1934 v Newportu, Rhode Island. Studio fungovalo až do roku 1941.

### Druhá světová válka
Na začátku druhé světové války, působila Herricková jako komerční a výtvarná fotografka v New Yorku a její synovci chodili v Clevelandu do školy. Herricková během války pracovala na projektu Manhattan, který postavil první atomovou bombu na světě a zahájila inovativní projekt, který nabízel výuku fotografie tisícům zraněných veteránů a mnoha dalším v nouzi, jako formu rehabilitace a umělecké afirmace.
Bratr Herrickové, Sherlock, a dva její synovci sloužili během druhé světové války v zámoří v divadlech v Africe a v Evropě. Její synovec Theodore Herrick v roce 1944 letěl jako navigátor v bombardéru B-17 při leteckém útoku na ropnou rafinérii IG Farben, což byl silně bráněný německý strategický podnik. Jeho letadlo bylo sestřeleno, pět mužů na palubě zabito a další čtyři, včetně Theodora Herricka, vzato do zajetí. Theodore přežil a pokračoval v životě po válce. Na začátku jejího válečného úsilí Herricková v roce 1941 začala dobrovolně sloužit pro American Women's Voluntary Services.
Během první části války Herricková a divize War Service Photography (WSP) naučili fotografovat dobrovolníky a vedli snahu o použití fotografií, které udržovaly spojení mezi rodinami oddělenými válkou. Dobrovolníci WSP fotografovali vojáky v jídelnách a zařízeních U.S.O. a fotografie tiskli. "Chlapci je posílali domů svým matkám, manželkám a dívkám s dopisem s pozdravy z A.W.V.S."
Jak válka pokračovala, vracelo se do USA velké množství zraněných veteránů a plnilo nemocnice. Jako odezva na základě sbližování pokroku v medicíně, psychologii a veřejné politice, byly zakládány umělecké rehabilitační programy. Veteránům byla nabídnuta široká škála aktivit. Fotografové z týmu WSP učili fotografii v Pawlingu.
Jako uznání hodnoty těchto programů, v květnu 1944 generál námořnictva Spojených států formalizoval a rozšířil program fotografie pro veterány.
První dva foto-programy pro veterány námořnictva se otevřely v St. Albans Naval Hospital v Queensu, New Yorku a Bethesda Naval Hospital v Marylandu. Herricková vedla programy pro WSP a sám si pořídila mnoho fotografií.

#### Vývoj atomové bomby
Druhá světová válka skončila svržením atomových bomb na Japonsko v srpnu 1945. Ona a její kolegyně WSP Mary Steersová pracovala na vývoji atomové bomby jako součást Manhattanského projektu se sídlem v Oak Ridge, Tennessee.

### 40. léta po válce
Po druhé světové válce skončila poptávka po fotografických programech pro veterány. Koncem roku 1946 Herricková informovala generála válečného oddělení, že programy fotografování byly poskytnuty v 19 různých nemocnicích armády, námořnictva a veteránů. Technická vynalézavost rozšířila dosah programů na lůžka imobilizovaných veteránů. Kolegyně v nemocnici Walter Reed ve Washingtonu představila kompaktní a pohyblivou temnou komoru. Udělala hrubé náčrty a dobrovolný architekt vypracoval plány. Herricková pak nechala postavit přenosnou temnou komoru v námořní nemocnici St. Albans.
V roce 1946 Herricková a její kolegové fotografové založili dobročinnou charitu s názvem Volunteer Service Photographers (Dobrovolnické fotografické služby). Článek publikovaný Dr. Howardem Ruskem během tohoto období potvrdil příspěvky této organizace a poznamenal, že "skupina, v čele s Josephine U. Herrickovou, známou fotografkou, plánuje ambiciózní expanzi."
Na konci 40. let Herricková napsala knihu s názvem Outline for Training Course in Hospital Rehabilitation Photography.

### 50. a 60. léta
V padesátých a šedesátých letech pokračovala Herricková ve své práci pro VSP, protože rozšířila svůj dosah do širšího spektra prostředí, včetně škol, středisek pro mládež ve městech, rezidencích pro seniory, center pro zotavení ze zneužívání návykových látek a jinde. Její vášeň a angažovanost jsou patrné v dopise, který napsala v roce 1959 o jednom ze zdravotně postižených studentů VSP, kteří získali cenu v každoročním soutěži organizace.
Herricková se také spojila s Margaret Bourke-Whiteovou, aby jim pomohla propagovat dobrou práci VSP prostřednictvím několika vystoupení na populárních rozhlasových pořadech včetně WNBC, WCBS, WMCA nebo WRCA.

### Výuka
V době po válce se Herricková dále věnovala své práci učitelky fotografie a umění. Kromě individuální výuky vedla fotografické kurzy na New York Institute of Photography v New Yorku, na Škole moderní fotografie Clarence Hudsona Whitea, Univerzitě v New Yorku, v Křesťanském sdružení mladých žen a Germain School. Po mnoho let také vedla kurzy a fotografovala v Institutu Chautauqua v New Yorku. Během tohoto období byly její cestovatelské, krajinářské a portrétní fotografie vystavovány v New Yorku nebo v Chautauqua. Výstava jejích fotografií proběhla v New York Public Library v roce 1959. Výstava představovala fotografie z Chautauqua, z nedávné cesty do Anglie, Skotska a Walesu, z památek New Yorku a ze zahrad na Floridě.

## Osobní život
O osobním životě Herrickové je známo velmi málo. Žila mnoho let na East 73rd Street v New Yorku. Nikdy se nevdala a její nekrolog prohlašoval, že nezanechala žádné potomky.